# Lac Fontaine
Lac Fontaine är en sjö i Kanada.   Den ligger i regionen Mauricie och provinsen Québec, i den sydöstra delen av landet, 280 km nordost om huvudstaden Ottawa. Lac Fontaine ligger 274 meter över havet. Arean är 0,69 kvadratkilometer. Den sträcker sig 2,7 kilometer i nord-sydlig riktning, och 0,8 kilometer i öst-västlig riktning.
I omgivningarna runt Lac Fontaine växer i huvudsak blandskog. Runt Lac Fontaine är det glesbefolkat, med 11 invånare per kvadratkilometer.